# Miguel de la Torre (diseñador)
Miguel de la Torre (16 de mayo de 1970 - 5 de septiembre de 2006) fue un diseñador de moda colombiano, conocido por haber creado los vestidos de la Miss Universo 2005 Natalie Glebova.
De la Torre fue asesinado el 5 de septiembre de 2006 en su taller del norte de Bogotá por dos sujetos.